# Chiesa dei Santi Pietro e Paolo (Monasterolo di Savigliano)
La chiesa dei Santi Pietro e Paolo è la parrocchiale di Monasterolo di Savigliano, in provincia di Cuneo e arcidiocesi di Torino; fa parte del distretto pastorale Torino Sud-Est.

## Storia
Alla fine del XVIII secolo l'antica parrocchiale di Santa Maria Assunta si rivelò insufficiente a soddisfare le esigenze dei fedeli; nel 1781 si deliberò di ricostruirla, ma poi non se ne fece niente.
L'idea fu ripresa da don Antonio Cavatorta nel 1896 e, così, il progetto venne affidato all'architetto Giuseppe Gallo; i lavori di edificazione, seguiti dai capimastri Giovanni Battista Pizzo e Riccardi Brayda, iniziarono nel 1899 e terminarono nel 1904.
Nel 1924 venne portato a compimento il campanile e, l'anno successivo, col fine di dare maggior visibilità alla chiesa, fu demolita l'antica torre civica che sorgeva davanti ad esso.
Alla fine degli anni settanta, in ossequio alle nuova disposizioni, si provvide a costruire il nuovo altare postconciliare rivolto verso l'assemblea.

## Descrizione

### Facciata
La facciata a capanna della chiesa, rivolta a settentrione e suddivisa da una cornice marcapiano modanata in due registri, entrambi scanditi da lesene, presenta in quello inferiore il portale d'ingresso e due finestrelle, mentre in quello superiore, coronato dal timpano triangolare e da balaustre sorreggenti dei vasi, il rosone di forma ovale e due nicchie.
Annesso alla parrocchiale è il campanile a base quadrata, la cui cella presenta su ogni lato una monofora ed è coronata dalla cipolletta poggiante sul tamburo.

### Interno
L'interno dell'edificio si compone di un'unica navata, coronata da una volta a botte lunettata ornata con stucchi; la controfacciata accoglie, sopra al portale d'ingresso, una cantoria, al cui centro è posto l'organo. Dai fianchi dell'aula, scanditi da una serie di lesene corinzie a sostegno del cornicione modanato perimetrale, si affacciano, attraverso ampie arcate a tutto sesto e i sovrastanti grandi oculi circolari, due cappelle per parte.
Il presbiterio, preceduto da un arco trionfale fortemente strombato, è coronato da una cupola ottagonale su tamburo, riccamente ornata con stucchi e illuminata da quattro oculi aperti nei pennacchi diagonali; l'ambiente ospita nel mezzo l'altare maggiore in pietra a mensa, aggiunto nel 1979, e, più indietro, l'antico altare in marmi policromi. Attraverso grandi aperture a serliana ad archi sovrapposti, si affacciano sul presbiterio due cappelle a pianta rettangolare voltate a crociera sui fianchi e l'abside semicircolare con catino a spicchi sul fondo.